# Igla (filme)
Igla (em russo:  Игла, transl. Igla) é um thriller de longa-metragem soviético lançado em 1988. O filme é realizado por Rashid Nugmanov e protagonizado por Viktor Tsoi (da banda Kino) e Pyotr Mamonov (da banda Zvuki Mu). O filme foi estreado dia 16 de setembro de 1988 em Almati e em fevereiro de 1989 em Moscovo.
Igla foi um dos primeiros filmes da Nova Vaga Cazaque, e foi um dos filmes mais vistos na União Soviética em 1989.

## Enredo
Moro (Tsoi), um jovem misterioso e errante, chega a Alma-Ata para cobrar a dívida de um criminoso local conhecido como Spartak (Bashirov). Lá, Moro encontra-se com a sua ex-namorada, Dina (Smirnova), que trabalha como enfermeira num hospital local, e que o acolhe no seu apartamento. Moro encontra-se com Spartak e descobre que este deve dinheiro a muita gente. Mais tarde, Moro descobre também que Dina está viciada em morfina, e que o patrão dela, um cirurgião de nome Artur (Mamonov), é o seu fornecedor, que lhe alimenta o vício em troca de usar o apartamento dela para esconder a droga.
Numa tentativa de ajudar Dina, Moro esconde a morfina dela e leva-a para passar umas semanas na costa do mar de Aral, uma viagem que o casal já tinha feito anos antes. No entanto, quando chegam ao seu destrino, são deparados com o deserto devoluto em que o lago se havia tornado.
Embora Dina pareça melhorar, ela imediatamente quebra a sua abstinência quando o casal regressa à cidade. Desesperado, Moro volta a encontrar-se com Spartak, que tem uma crise de histeria,  confronta os traficantes  de morfina, e consegue virar os homens de Artur contra ele.
A caminho de casa, Moro é apunhalado por um dos capangas de Artur, deixado sozinho numa rua coberta de neve. O final do filme é ambíguo, deixando em aberto o destino de Moro.

## Elenco
- Viktor Tsoi como Moro
- Marina Smirnova como Dina
- Aleksandr Bashirov como Spartak
- Pyotr Mamonov como Artur Yusupovich
- Archimedes Iskakov como Archimedes

## Produção
O filme foi financiado pela produtora Kazakhfilm durante as reformas políticas e sociais da Perestroika. Nugmanov aceitou realizar o filme na condição de ter carta branca na escolha do elenco, composto maioritariamente por atores não-profissionais, e no argumento. Nugmanov escolheu Viktor Tsoi, seu amigo, para representar o papel de Moro, uma personagem que ambos tinham desenvolvido enquanto estudavam no Instituto de Cinema Gerasimov, em Moscovo. Tsoi já antes se tinha estreado no grande ecrã, representando-se a si mesmo no epílogo de Assa. Nugmanov comentou sobre a sua experiência a realizar o filme:
 
"Eu tentei livrar o filme (cenas, diálogos, ação) de qualquer simbolismo que tivesse, de forma a deixá-lo um veículo vazio que cada espectador pudesse preencher com a sua própria interpretação." 
O filme for rodado principalmente no Cazaquistão Soviético. A embarcação que Moro e Dina encontram no mar Aral é um navio de investigação chamado Гидролог (em português: Hidrólogo).
Tsoi não gostou da indelicadeza da sua personagem na cena do hospital. Ele protestou contra a fala "Он тебя трахает?" ("ele anda a foder-te?") e sugeriu que fosse removida.
A cena final em que Moro é apunhalado foi rodada na rua Tulebaev (Тулебаева) em Almaty. Numa entrevista, Nugmanov afirmou que Moro sobrevive, sendo que até tinha planos para o regresso da personagem em filmes futuros.

## Legado
Igla, em conjunto com Assa, fomentou a popularidade de Viktor Tsoi e de Kino com o público geral, tornando-se célebres por toda a URSS e atraindo até atenção internacional. A banda tocaria para uma audiência de 70 000 no Estádio Lujniki, em Moscovo, a 24 de junho de 1990, pouco antes de Tsoi falecer num acidente de viação na Letónia.
Igla foi um dos filmes pioneiros da Nova Vaga Cazaque, onda em que se insere outro filme do realizador, The Wild East, de 1993. Originalmente, Nugmanov planeava o regresso de Tsoi como Moro neste filme, no entanto, a morte prematura do cantor em 1990 forçou o realizador a reescrever o argumento.
A localização onde o final do filme foi rodado tornou-se um dos vários locais de culto a Viktor Tsoi. Em 2017 foi inaugurada um monumento em homenagem ao filme, com um passeio ornamentado por placas de metal com inscrições de letras de Tsoi. Uma estátua do cantor foi instalada posteriormente, no dia 21 de junho de 2018.

### Igla: Remix (2010)
Em 2009, Rashid Nugmanov começou a a elaborar uma nova versão de Igla, que aprofundasse a ação do filme original, chamada de Igla: Remix (em russo: Игла: Ремикс). Esta versão foi lançada a 16 de setembro de 2010. De acordo com Nugmanov, esta decisão foi feita em parte para homenagear o vigésimo aniversário da morte de Tsoi, e também para assegurar que o filme estivesse disponível na melhor qualidade possível. O primeiro corte do filme original tinha mais de duas horas, mas o material que não tinha sido utilizado na montagem final já tinha sido destruída pela Kazakhfilm. O estúdio de efeitos especiais Doping-Pong animou novas cenas com Tsoi, visto que Nugmanov não gostava da ideia de rodar cenas com um duplo. Nugmanov também convenceu os antigos membro da banda Kino a escreverem novas canções para o filme.
Contrariamente à versão original, que deixa o destino de Moro em aberto, ele sobrevive no Remix. Nugmanov comentou nesta alteração:
 
"[Durante a produção do filme original] Eu impus ao estúdio uma condição: ter liberdade criativa com o argumento, porque atores não-profissionais não vão poder representá-lo como está escrito. Em troca, eu tinha uma condição imposta: o filme tinha de acabar com a morte explícita de Moro. No entanto, Eu e Viktor não ficámos satisfeitos com um final assim, e decidimos que, depois de apunhalado, Moro se levasntaria e e continuaria a andar. Se ele sobrevive ou não fica ao critério dis espectadores. Já agora, há um hospital naquela zona, no qual Moro poderia facilmente ser tratado. Por isso, se eu agora matasse o herói no remix, eu teria de aceitar indiretamente o facto de Tsoi já não estar connosco."